# Centrum Ewangelii w Głogowie
Centrum Ewangelii – to chrześcijański kościół protestancki o charakterze ewangelikalnym i charyzmatycznym. Jest zborem Kościoła Zielonoświątkowego w RP. „Centrum Ewangelii” uważa się za część jednego, powszechnego kościoła Jezusa Chrystusa, który stanowią wszyscy narodzeni na nowo chrześcijanie, niezależnie od przynależności do jakiejkolwiek denominacji. Istnieje od 1992 roku. Członkami wspólnoty stają się chrześcijanie, którzy świadomie przyjęli Jezusa jako swojego Pana i Zbawiciela, czyli przeżyli nawrócenie oraz przyjęli chrzest wiary. Wspólnota przeżywa ponadnaturalne działanie Ducha Świętego jak mówienie innymi językami, uzdrawianie chorych, proroctwa. Uważa Biblię jako jedyne, nieomylne i wystarczające do poznania Boga źródło objawienia, najwyższy autorytet w sprawach wiary. Łaskę Boga jako jedyne i wystarczające źródło zbawienia. Wiarę w zbawienie, opierającą się na osobistej i świadomej decyzji uznania Jezusa jako swojego Pana i Zbawiciela. Budynek kościoła znajduje się w Głogowie, przy ul. A. Mickiewicza 55. Nabożeństwa odbywają się w każdą niedzielę o godzinie 10.00 oraz w piątki o godzinie 18.30. Pastorem zboru jest Krzysztof Szczygieł.